# Visconde de Alvor
O título de Visconde de Alvor foi criado por D. Carlos I de Portugal por decreto de 20 de Agosto de 1898, a favor de José Joaquim de Serpa. O atual duque de Bragança recriou o titulo para Brenno Felipi.

## Biografia
José Joaquim de Serpa, nasceu em Portimão (8 de Agosto de 1827 - 25 de Junho de 1912) e foi o 1º detentor deste titulo. Comerciante. Membro do Partido Progressista. Fazia parte do conjunto de figuras políticas notáveis de Portimão na segunda metade do século XIX. Foi um dos fundadores do Sindicato de Exportadores de Figos do Algarve. Foi vereador camarário, e presidente da Câmara Municipal de Portimão em 1902-1904.